# Nicolás Gregorio Nava Rojas
Monseñor Nicolás Nava es un obispo católico que ejerce su función como segundo obispo de la diócesis de Machiques, en el estado Zulia, Venezuela.

## Biografía
Nace en Maracaibo, capital del Estado Zulia el 8 de diciembre de 1963.

## Sacerdote
Se ordenó como sacerdote católico el 22 de julio de 1989, incardinándose en la diócesis de Cabimas, por monseñor Roberto Lückert León, obispo de Cabimas en aquel entonces y hoy arzobispo emérito de Coro. 

### Cargos
Monseñor Nava, ha ocupado los siguientes cargos como sacerdote: 
- Párroco de San Antonio de Padua en Cabimas
- Responsable de la  pastoral vocacional
- Párroco del Santo Niño Jesús en Cabimas
- Subdirector administrativo y profesor del Seminario Mayor de Caracas
- Ecónomo diocesano y responsable de la pastoral misionera diocesana
- Párroco de San Antonio de Padua en El Consejo de Ziruma
- Responsable del Convenio Ministerio de Educación.
- Párroco de Nuestra Señora de Altagracia en Cabimas
- Profesor del Seminario Mayor de Maracaibo.
- Vicario general de la Diócesis de Cabimas y párroco de la Parroquia del Sagrado Corazón de Jesús.

## Estudios
- Licenciado en Teología en el Instituto Universitario Santa Rosa de Lima, Caracas
- Bachillerato eclesiástico en la Pontificia Universidad Javeriana de Bogotá.
- Licenciado en pedagogía Religiosa, en la Pontificia Universidad Javeriana de Bogotá.

## Episcopado

### Obispo de Machiques
El Papa Francisco lo nombró II Obispo de la Diócesis de Machiques el 19 de octubre de 2019.
Fue ordenado obispo el 14 de diciembre de 2019 en la santa iglesia catedral de Machiques tomando posesión canónica ese mismo día. 
- Consagrante Principal:
  - Excmo. Mons. Freddy Jesús Fuenmayor Suárez, Obispo de Los Teques.
- Concelebrantes asistentes:
  - Excmo. Mons. Ángel Francisco Caraballo Fermín, Obispo de Cabimas.
  - Excmo. Mons. Jesús González de Zárate Salas, Arzobispo de Cumaná.

| Predecesor: Mons. Jesús Alfonso Guerrero Contreras | II Obispo de Machiques 14 de diciembre de 2019 (5 años) | Sucesor: En el cargo |